# Camarilla de Zhili
La Camarilla de Zhili (xinès tradicional: 直隸系軍閥, xinès simplificat: 直隶系军阀, pinyin: Zhílì Xì Jūnfá) va ser una de les diverses camarilles o faccions mútuament hostils que es van separar dels grups dels senyors de la guerra de Beiyang durant l'any 1916, durant la República de la Xina. Aquesta fragmentació es va produir després de la mort de Yuan Shikai, que era l'únic dirigent capaç de mantenir unit l'exèrcit de Beiyang. Va rebre el nom de la província de Zhili (actual Hebei) on havien nascut els seus principals dirigents.

## Antecedents
Per alguns historiadors el període 1916 - 1928 va ser uns anys perduts pel país. Malgrat el renaixement cultural, en l'àmbit polític aquesta època es va caracteritzar pel debilitament del poder central i el creixement de la pressió i poder que exercien els denominats senyors de la guerra.
El 1916, després de la mort de Yuan Shikai, els senyors de la guerra de Beiyang es van dividir en tres faccions, que controlaven territoris diferents: Zhi, Anhui i Fengtian. L'objectiu principal de les camarilles era conquerir el poder del govern central a Pequín, i ocupar posicions de privilegi en els àmbits militar,polític, financer i civil, amb la corresponent pressió sobre el Parlament i en el cas que fos factible, ocupar la Presidència de la República, que d'alguna forma simbolitzava la legitimitat republicana i, per tant, la representació de la Xina en el concert mundial.

## Història

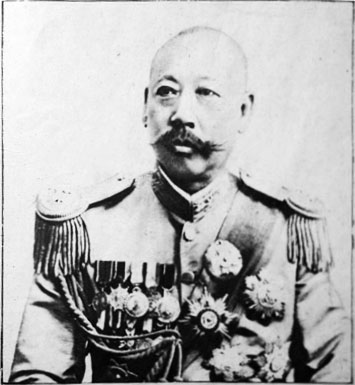
Cao Kun, cap de la Camarilla de Zhili, 1924.

La majoria dels líders dels senyors de la guerra Zhili van néixer a la província de Zhili. El primer cap va ser 馮國璋 (Feng Guozhang), que políticament era pro-britànic i pro-nord-americà i després de la seva mort el van seguir Cao Kun 曹昆 i Wu Peifu 吳佩孚.
A la mort de Yuan Shikai, Duan Qirui que era pro-japonès va encapçalar la camarilla d'Anhui i Feng Guozhang la de Zhili. Amb la presidència de Li Yuanhong, Duan va ocupar el càrrec de Primer ministre i Feng el de vicepresident.
Amb el suport de la Gran Bretanya i els Estats Units, la camarilla Zhili va mantenir diverses guerres contra la camarilla d'Anhui que també desitjava el control del govern central a Pequín. El 1920 Cao Kun i Wu Peifu van crear una aliança amb la camarilla de Fengtian al nord-est i van atacar els exèrcits de la camarilla d'Anhui. Després de la seva victòria, els senyors de la guerra dels Zhili i les camarilles de Feng van poder controlar el govern central.
Però les diferències entre les dues camarilles es van agreujar i van donar lloc a la primera guerra entre els Zhili i els Fengtians. Els guanyadors, Cao Kun i Wu Peifu, van ocupar el poder a Pequín i van facilitar que Li Yuanhong, l'antic heroi de la revolució de 1911, fos nomenat president per tercera vegada. Des de Pequín van nomenar governadors militars a Guangdong, Fujian i Sichuan. El 1923, Wu Peifu i Cao Kun van maniobrar sobre els parlamentaris per aturar la maniobra de Li Yuanhong per crear un govern alternatiu a Xangai, van reunir el Parlament a Pequín i van nomenar a Cao Kun com a nou president de la República.
El 1924 es va produir la dissolució de la camarilla de Zhili sota la pressió d'una nova triple aliança, formada pel partit dels nacionalistes, el Guomintang, la camarilla dels Fengtian i la camarilla d'Anhui, amb l'ajut d'un membre de la camarilla Zhili, que va cooperar en secret amb la camarilla de Fengtian quan va preveure la caiguda de Cao Kun i Wu Peifu.